# 김명식 (1941년)
김명식(1941년 8월 10일~ )은 대한민국의 언론인, 교육자이다. 전라남도 강진에서 태어났으며, 서울대학교 법학과를 졸업했다. 코리아헤럴드 논설위원, 아리랑 TV 이사장, KAIST, 한림대학교 객원 교수를 역임했다. 역서로는 '화형'이 있다. 국민의 정부 시절에 해외홍보원장을 역임했다.
김명식의 사설